# (I’m Always Touched by Your) Presence, Dear
Az (I’m Always Touched by You) Presence, Dear egy dal az amerikai Blondie rockegyüttes 1977-es Plastic Letters albumáról. Ez volt a harmadik kislemezük a Chrysalis Recordstól, közvetlenül a nemzetközi áttörést jelentő Denis után jelent meg, és 1978 májusában a tizedik helyet érte el az angol slágerlistán. Amerikában nem jelent meg kislemezen.
Az együttesből később kiváló Gary Valentine basszusgitáros írta az akkori barátnőjének, a felvételén már nem vett részt. Ugyancsak Gary írta a Blondie című első albumukon megjelenő X-Offedert is.
Hasonlóan az előző Rip Her to Shreds és Denis kislemezekhez, egyszerre jelent meg 7 és 12 hüvelykes kislemezen, a B-oldalon két dallal. A két dal a Detroit 442 és a Poets Problem volt. Utóbbi Jimmy Destri szerzeménye, nem került fel az albumra, csak az 1994-ben és 2001-ben megjelent digitálisan felújított kiadvány bónuszdalai közé.
Felkerült a Blondie első válogatásalbumára, az 1981-es The Best of Blondie-ra.

## Kislemez kiadás

### UK 7" and 12" (CHS 2217)
1. (I'm Always Touched by Your) Presence, Dear (Gary Valentine) – 2:43
2. Poets Problem (Jimmy Destri) – 2:20
3. Detroit 442 (Jimmy Destri, Chris Stein) – 2:28